# 人吉郵便局
人吉郵便局（ひとよしゆうびんきょく）は熊本県人吉市にある郵便局。民営化前の分類では集配普通郵便局であった。

## 概要
住所：〒868-8799 熊本県人吉市上青井町134-4

## 沿革
- 1872年8月4日（明治5年7月1日） - 人吉郵便取扱所として開設[1]。
- 1873年（明治6年） - 人吉郵便役所となる。
- 1875年（明治8年）1月1日 - 人吉郵便局（四等）となる。
- 1879年（明治12年）6月16日 - 為替取扱を開始。
- 1880年（明治13年） - 貯金取扱を開始。
- 1891年（明治24年）2月16日 - 人吉郵便電信局となる。
- 1903年（明治36年）4月1日 - 通信官署官制の施行に伴い人吉郵便局となる。
- 1952年（昭和27年） - 人吉駅との間の郵便物受渡が専用自動車化。専用自動車郵便線路「人吉局駅線」が開設される[2]。
- 1952年（昭和27年）6月1日 - 西瀬簡易郵便局の廃止に伴い、取扱事務を承継[3]。
- 1953年（昭和28年）6月16日 - 人吉市五日町から同市上青井町に移転。
- 1953年（昭和28年）10月1日 - 電報受付および電話通話事務の取扱を開始。
- 1980年（昭和55年）8月 - 局舎新築。
- 1991年（平成3年）10月1日 - 外国通貨の両替および旅行小切手の売買に関する業務取扱を開始。
- 2006年（平成18年）9月24日 - 大畑郵便局および四浦郵便局から集配業務を移管[4]。
- 2007年（平成19年）10月1日 - 民営化に伴い、併設された郵便事業人吉支店に一部業務を移管。
- 2012年（平成24年）10月1日 - 日本郵便株式会社発足に伴い、郵便事業人吉支店を人吉郵便局に統合。

## 取扱内容
- 郵便、印紙、ゆうパック、内容証明
- 貯金、為替、振替、振込、国際送金、国債、投資信託
- 生命保険、バイク自賠責保険、自動車保険、がん保険、引受条件緩和型医療保険
- 人吉市内および球磨郡相良村内、同郡山江村内の集配業務
- ゆうゆう窓口
- ゆうちょ銀行ATM

## 周辺
- 人吉市役所
- 人吉温泉
- 青井阿蘇神社
- 人吉城跡
- 人吉城歴史館
- 地域医療機能推進機構人吉医療センター（旧・人吉総合病院）
- 球磨川

## アクセス
- JR肥薩線 人吉駅、くま川鉄道湯前線 人吉温泉駅から南東へ約400m（徒歩約5分）
- 産交バス 人吉郵便局前停留所下車
- 九州自動車道 人吉ICから南西へ約2km
- 国道445号沿い
- 駐車場あり：34台